# 胡統
胡統（1487年—？年），字惟一，南直隶常州府武進縣人，官籍。

## 生平
治《詩經》，正德五年（1510年）庚午科應天府鄉試第十三名舉人，年三十七歲中式嘉靖二年（1523年）癸未科會試第六十八名，第三甲第一百三十四名進士。官至大理寺评事。

## 家族
曾祖胡濙，特進光禄大夫少傅兼太子太傅礼部尚书、贈太保、謚忠安。祖父胡谼，锦衣卫镇撫。父胡謙，例授鎮江衛指挥。母段氏。具庆下。兄恺、恪（镇撫）、弟綸、绅、懷、徽、怿、恩、惪、綡、志。